# Andrée Boisclair
Pour les articles homonymes, voir Boisclair.
Andrée Boisclair est une psychopédagogue et professeure à l'Université Laval de 1974 à 2009.

## Biographie
Andrée Boisclair est professeure émérite de l'Université Laval.  Elle est fondatrice de l'École oraliste de Québec pour enfants sourds,.

## Publications
- Hélène Makdissi, Andrée Boisclair et Pauline Sirois. La littératie au préscolaire : une fenêtre ouverte vers la scolarisation. Québec : Presses de l'Université du Québec, 2010. 327 p.  (ISBN 9782760524286)